# Jesús Nazareno de las Torres
Jesús Nazareno de las Torres es la imagen titular de la Ilustre Archicofradía y antigua Hermandad del Dulce Nombre de Nuestro Padre Jesús Nazareno de las Torres.
La sagrada imagen de Nuestro Padre Jesús Nazareno de las Torres, fue realizada por el escultor nacido en Álora José Navas-Parejo Pérez y se procesionó por primera vez el Jueves Santo 29 de marzo de 1945. Desde el año 1957, el Nazareno de las Torres es acompañado por la Brigada Paracaidista del Ejército de Tierra.

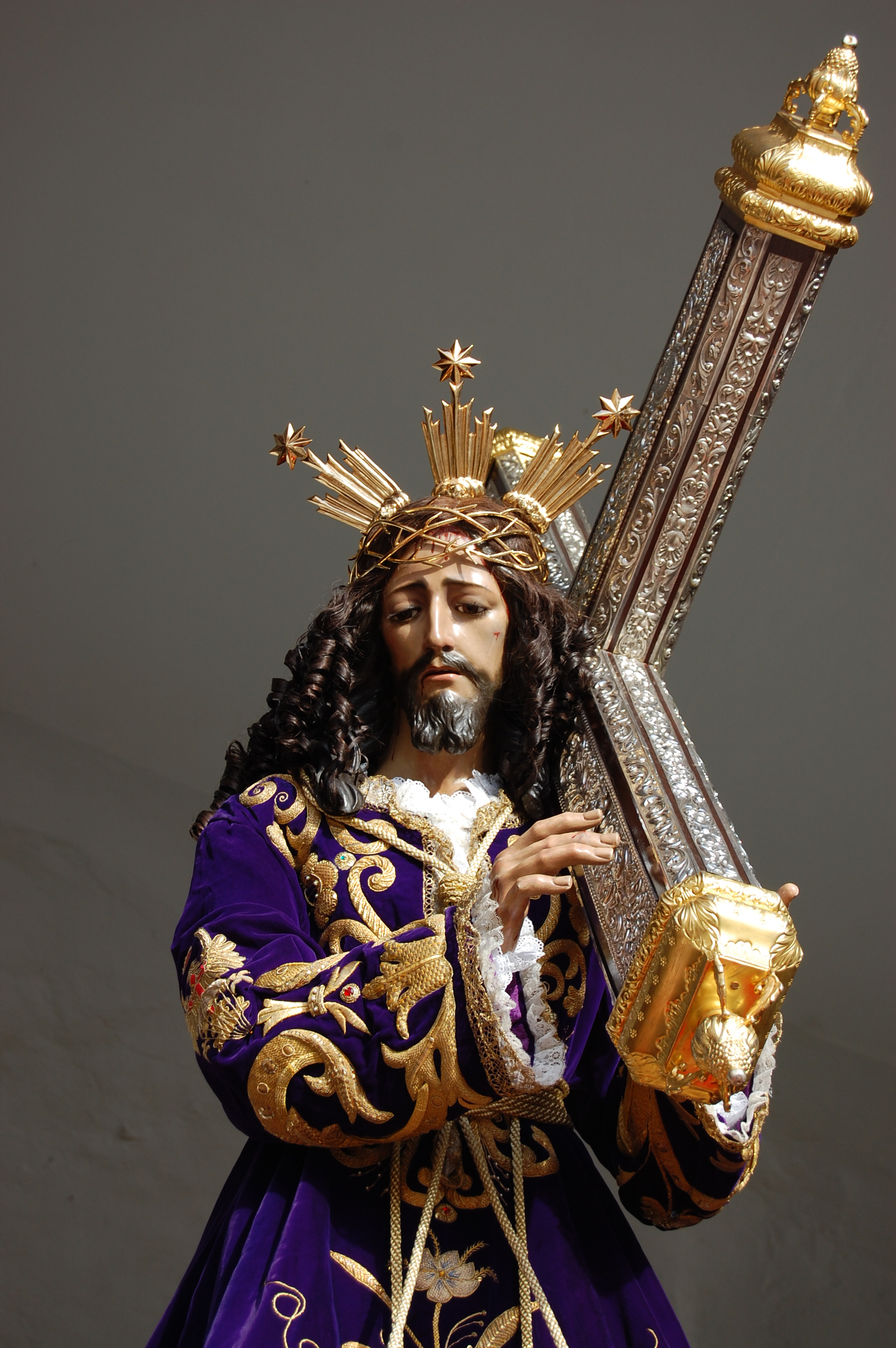
Nazareno de las Torres

## Iconografía
Es la perfecta representación del Dios infinitamente bueno y misericordioso tan magníficamente representado por la escuela granadina, vino a sustituir al primitivo Titular y siguiendo la estética de los Nazarenos malagueños del siglo XVII esta levemente inclinado por el peso de un madero repujado en orfebrería y su cabeza puede ser cubierta para la procesión con peluca de tirabuzones negros de pelo natural.

## Lugar de culto
Su lugar de veneración es el altar mayor del antiguo presbiterio de la primitiva Iglesia Parroquial de Nuestra Señora de la Encarnación sita intramuros del Castillo Árabe de Las Torres (Álora)
Es una de las imágenes más veneradas de la Semana Santa del Valle del Guadalhorce y causa de muchas de las promesas de los vecinos de esta comarca de la provincia de Málaga.
En la tarde noche del Jueves Santo, se congregan miles de personas en la plaza baja, también llamada plaza de la "Despedía", donde esperan la bajada de las Torres de Nuestro Padre Jesús Nazareno de las Torres, acompañado por todos aquellos que realizan en esa noche la penitencia, la banda de música de la archicofradía y la Brigada Paracaidista. Además esa noche, llena las calles junto al Cristo de los Estudiantes, Amor y San Juan y  Dolores Coronada
Durante la mañana del Viernes Santo el Cristo de las Torres es paseado por las calles de su pueblo, donde en la avenida de la Vera Cruz más conocido como el callejón, es portado por todas aquellas mujeres que se dispongan a llevarlo. Y en la entrada de su Archicofradía se recuerda con sentimientos y anhelo junto con un ramo de flores a todos los paracaidistas caídos en la guerra.
Junto con María Santísima de los Dolores, el Nazareno protagoniza en la mañana del Viernes Santo el que es uno de los actos más conocidos y multitudinarios de la Semana Santa de la Provincia de Málaga, La "Despedía" en la "Plaza baja de la Despedía". Al encuentro acuden miles de personas de todas partes y en los últimos años ha obtenido una gran popularidad siendo incluso reconocida como "Fiesta de Interés turístico Nacional".